# Zrost (językoznawstwo)
Zrost – wyraz powstały przez połączenie elementów struktury składniowej w jedną całość, stanowiącą także pojedynczy wyraz fonologiczny, czyli posiadającą tylko jeden akcent główny, np.:
- w niebo + wzięty = wniebowzięty
- z martwych + wstanie = zmartwychwstanie
- lekce + ważyć = lekceważyć
- dobra + noc = dobranoc

Tak powstały wyraz, jednorodny zarówno w formie pisanej, jak i w wymowie, staje się pojedynczym leksemem.

## Zrosty z zachowaną fleksją obu członów
Szczególnymi zrostami są wyrazy stanowiące zrośnięte frazy bądź zestawienia powstałe z połączenia rzeczownika z przymiotnikiem, takie jak Wielkanoc, Rzeczpospolita, Białystok czy Krasnystaw. Człony tych zrostów nie zatraciły jeszcze zdolności do przyjmowania końcówek fleksyjnych, co sprawia, że w nazwach Białystok i Krasnystaw oba człony odmienia się oddzielnie:
- Białegostoku, Białymstokiem
- Krasnegostawu, Krasnymstawem

W wyrazach Wielkanoc i Rzeczpospolita można, lecz nie trzeba ich odmieniać. W rezultacie możliwe są poniższe oboczności:
- Wielkiejnocy lub Wielkanocy, Wielkąnocą lub Wielkanocą
- Rzeczypospolitej lub Rzeczpospolitej, Rzecząpospolitą lub Rzeczpospolitą

Wyrazy te zachowują niekiedy podwójny akcent wyrazowy (np.: Białegostoku).
Formy, w których pierwszy element jest nieodmieniony są formami innowacyjnymi – ich spójność podyktowana jest tym, że użytkownicy języka, którzy ich używają nie postrzegają już w nich śladów struktury syntaktycznej – są one dla tych osób w pełni zrośnięte w jedną całość.

## Zrosty w ujęciu historycznym
Proces zatracania poczucia składniowej, a często także semantycznej, odrębności składników zrostów nie jest w polszczyźnie nowy: jako diachroniczne zrosty traktować należy m.in. imiona Bożydar i Bogumił, a także np. liczebniki dwieście (dwie ście, czyli „dwie setki”), pięćset (pięć set, czyli „pięć setek”). Liczebniki te jeszcze wciąż wykazują ślady dawnej struktury, widoczne w formach dwustu i pięciuset. Niegdyś np. liczebnik dwieście posiadał jeszcze większą liczbę form: dwie ście, dwu stu, dwiema stoma oraz dwom stom.